# Štětí
Štětí (pronunție în cehă [ˈʃcɛtiː] în germană Wegstädtl) este o comună și un oraș din districtul Litoměřice din regiunea Ústí nad Labem din Cehia. Are o populație de aproximativ 8.600 de locuitori.
Se află pe râul Elba. Este un oraș industrial, cel mai cunoscut pentru cea mai mare fabrică de hârtie din Cehia.

## Diviziuni administrative
Comuna Štětí este formată din zece diviziuni administrative (populația este între paranteze, conform recensământului din 2021):
- Štětí (7.029)
- Brocno (223)
- Čakovice (59)
- Chcebuz (259)
- Hněvice (137)
- Počeplice (191)
- Radouň (240)
- Stračí (107)
- Újezd (40)
- Veselí (35)

## Etimologie
Numele orașului este derivat din cuvântul în limba cehă veche *ščetie*, acesta a fost un termen folosit pentru stâlpii înfipți în terenul mlăștinos ca fundație pentru construcția superioară.
Numele său în limba germană, Wegstädtl, a fost creat din expresia cehă ve Štětí (care înseamnă „în Štětí”), care a fost modificată în cuvintele germane Weg („drum”) și Städtl („oraș mic”). Numele german a fost folosit cel târziu din 1720.

## Geografie
Štětí se află la aproximativ 19 kilometri (12 mi) sud-est de Litoměřice și la 38 kilometri (24 mi) nord de capitala Praga. Se află la granița dintre Munții Ohře de Jos și Munții Ralsko. Cel mai înalt punct al comunei este dealul Újezdský Špičák aflat la 348 metri (1.142 ft) deasupra nivelului mării. 
Orașul este situat pe malul drept al râului Elba. 
Partea estică a teritoriului comunei se află în Aria Protejată Peisagistică Kokořínsko – Máchův kraj.

## Istorie
Prima mențiune scrisă a lui Štětí datează din anul 1312. Timp de secole, a făcut parte din moșia Mělník, deținută inițial de reginele Boemiei și mai târziu de diverse familii nobile.
Din 1542, moșia a fost deținută de Zdislav Berka din Dubá⁠(d). În timpul domniei sale, în 1549, Štětí a fost promovat ca oraș.
În timpul Războiului de Treizeci de Ani, orașul a fost jefuit de mai multe ori.
În 1654, Štětí era încă locuit majoritar de cehi, dar în deceniile următoare, coloniști germani au venit în oraș, care a devenit treptat predominant etnic german.
În secolul al XVIII-lea, orașul a fost lovit de diverse dezastre: trecerea unor armate, inundații, epidemii, eșecuri ale recoltelor și un incendiu de amploare în 1788.
Dezvoltarea economică a avut loc în secolul al XIX-lea. Pe lângă agricultură și pescuitul fluvial, Štětí a fost renumit pentru producția sa de ciorapi. În a doua jumătate a secolului al XIX-lea, a fost construită o cale ferată, iar orașul a fost industrializat.

## Economie

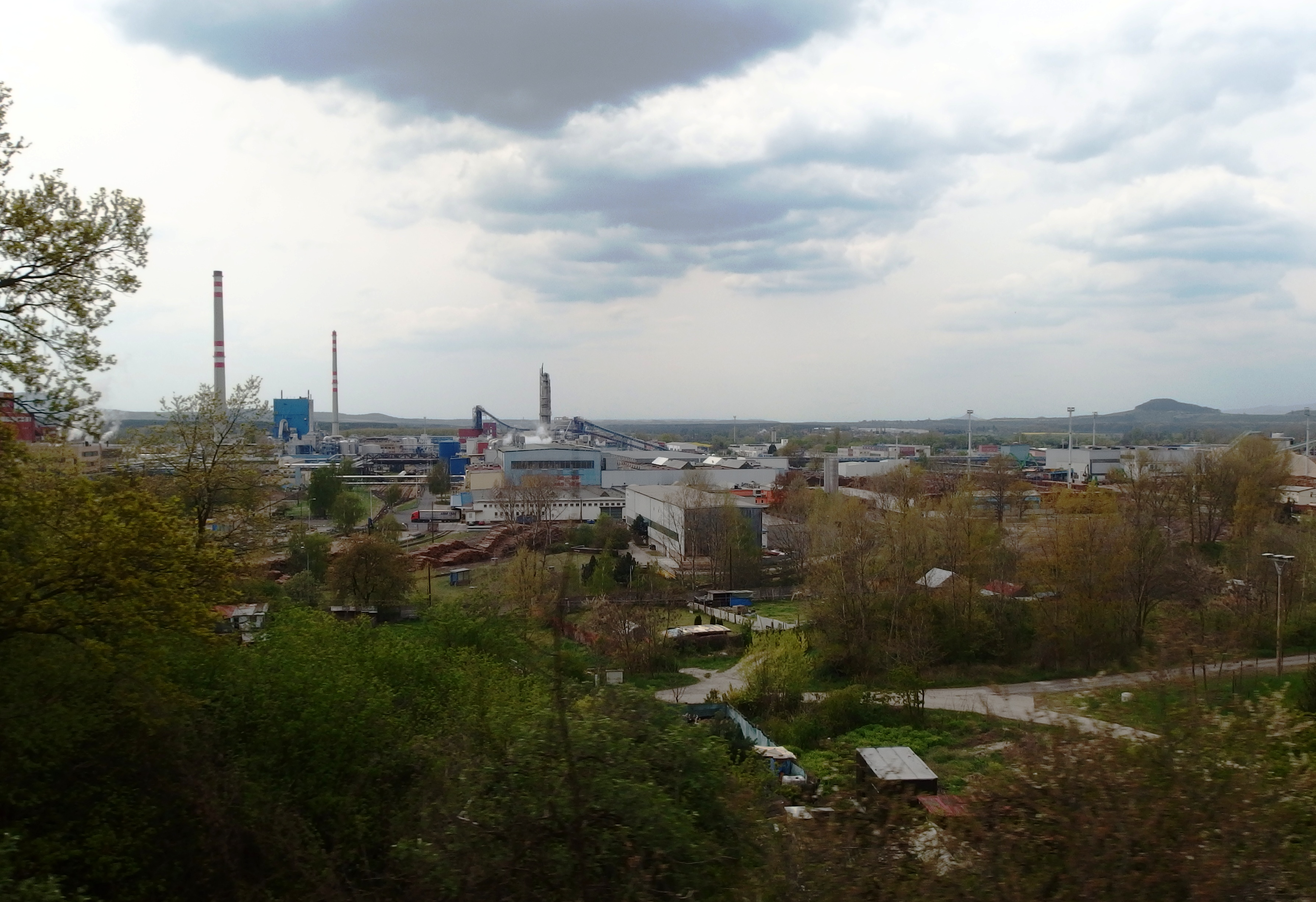
Fabrica de hârtie

Štětí este cunoscut ca un centru industrial. În oraș se află cea mai mare fabrică de hârtie din Cehia. Fabrica de hârtie face parte din grupul Mondi⁠(d).

## Transporturi
Štětí se află pe liniile de cale ferată  de la Ústí nad Labem la Kolín și la Lysá nad Labem.

## Obiective turistice

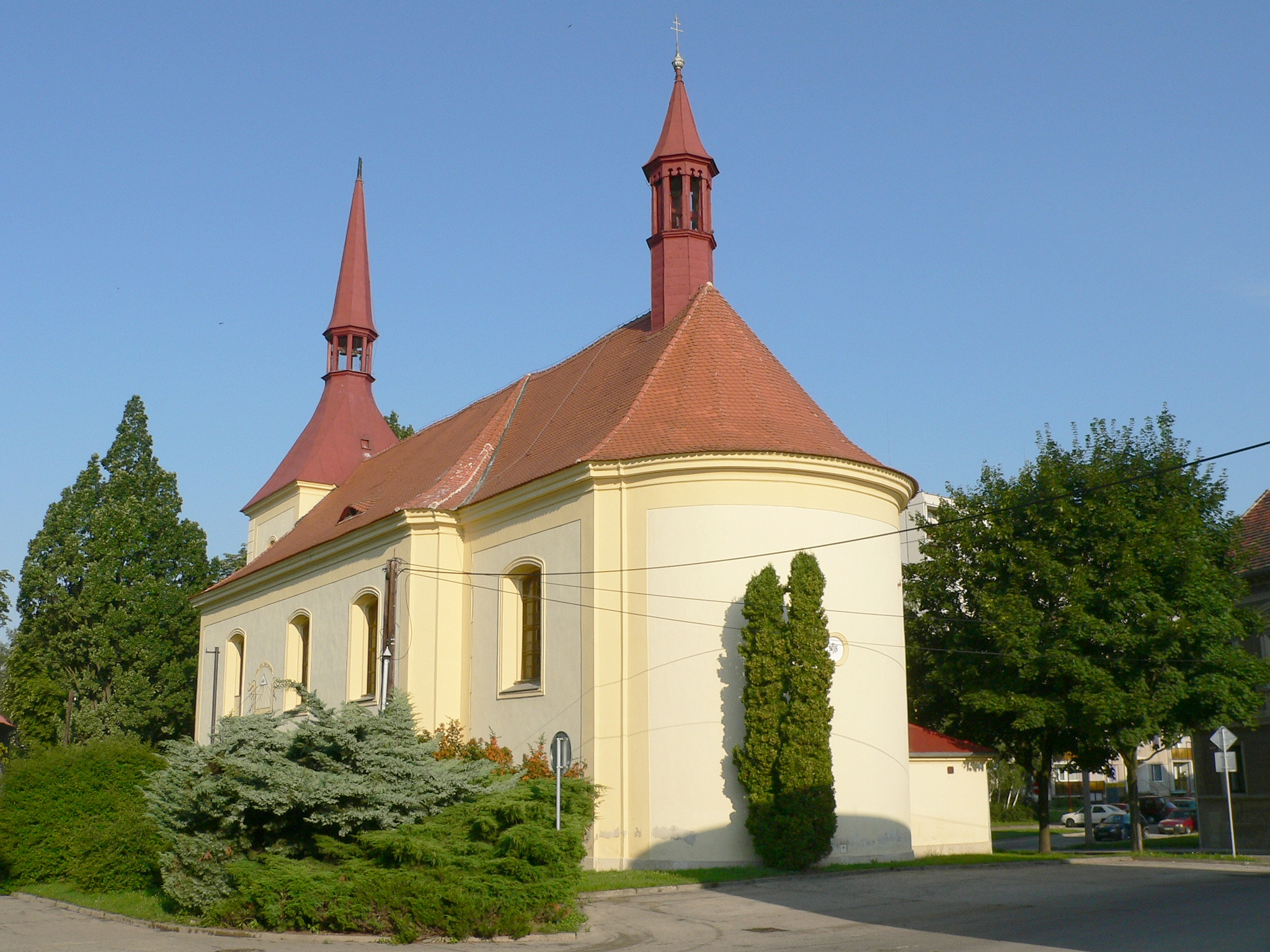
Biserica „Sfinților Simon și Iuda”

Cea mai importantă clădire este Biserica „Sfinților Simon și Iuda”. Inițial a fost construită în secolul al XIV-lea, dar a fost distrusă de o inundație în 1784 și reconstruită în 1785.
Biserica „Sfinții Petru și Pavel” este principalul obiectiv turistic din Chcebuz. A fost construită în stil baroc între 1781–1784.

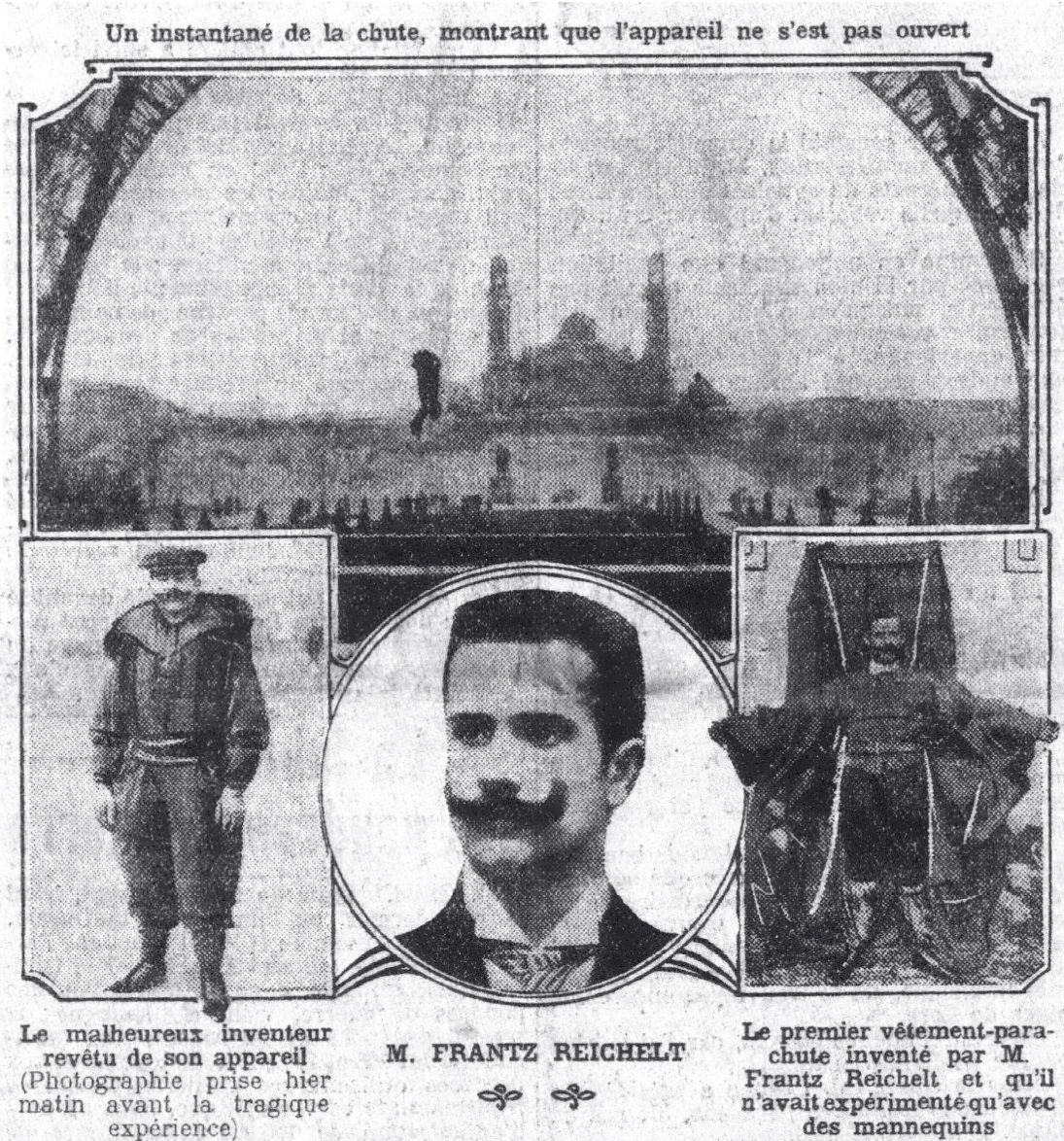
Franz Reichelt

## Persoane notabile
- Franz Reichelt⁠(d) (1878–1912), croitor și inventator austriac (parașuta)[14]

Henry François Reichelt, născut Franz Karl Reichelt, este cel mai cunoscut pentru că s-a sinucis la vârsta de 33 de ani la 4 februarie 1912, sărind de la primul etaj al Turnului Eiffel pentru a testa o parașută confecționată de el însuși. Născut la 16 octombrie 1878 în Wegstädtl (acum Štětí), părinții săi au fost Josef Reichelt și Katharina Reichelt, născută Gauger. Franz Reichelt s-a stabilit la Paris în 1900, a obținut naționalitatea franceză în 1911.